# Nkandla
Nkandla est une ville du District King Cetshwayo (en), dans la province d'Afrique du Sud de KwaZulu-Natal.  Elle est le siège de la municipalité locale de Nkandla et le district dans lequel se trouve la résidence de l'ancien président de l'Afrique du Sud, Jacob Zuma. 

## Description
La région de Nkandla compte près de 115 000 habitants, répartis de manière relativement éparse sur une grande superficie. Nkandla est principalement une zone rurale. La ville connaît un taux de chômage de 44 % en 2014,. La population est majoritairement zouloue. 

## Notoriété
Un documentaire de 2004, intitulé The Orphans of Nkandla, produit par la BBC et Truevision, relatait les difficultés et la pauvreté des orphelins à Nkandla. 
Nelson Mandela s'est joint à Jacob Zuma pour inaugurer le lycée de Mnyakanya en 2004.